# La Bête des bas-fonds
La Bête des bas-fonds (The Beast Below) est le 2e épisode de la cinquième saison de la deuxième série de la série télévisée britannique Doctor Who. Il a été diffusé pour la première fois le 10 avril 2010 sur BBC One.  Dans cette histoire, Le Docteur emmène Amy au XXIXe siècle où elle découvre la Grande-Bretagne entière explorant les étoiles dans un gigantesque vaisseau spatial, à la recherche d'un nouveau lieu où s'établir.

## Résumé
Le Docteur et Amy rencontrent Starship UK, un vaisseau colonie terrien qui a quitté la planète à la suite d'éruptions solaires dévastatrices, et qui renferme l'ensemble du Royaume-Uni sauf l'Écosse, qui a voulu son propre vaisseau. À bord, le Docteur tente de réconforter Mandy, douze ans, dont les larmes silencieuses ne sont pas consolées par les autres passagers, parce que, théorise le Docteur, ils savent déjà ce qui ne va pas.
Amy suit Mandy et trouve un « trou » protégé par des panneaux d'interdiction. Les franchissant, elle découvre le tentacule d'une créature géante et recule pour se trouver confrontée à quatre personnages encapuchonnés dont l'un l'anesthésie par un gaz dans sa chevalière ; un autre de ces personnages avait un peu auparavant annoncé la présence du Docteur à une femme masquée. Alors que le Docteur explore la salle des machines, la même femme masquée lui apparaît. Se présentant sous le nom de Liz Dix, elle confirme au Docteur sa suspicion que le vaisseau se déplace sans moteur.
Amy reprend conscience dans un isoloir informatique. Là, comme c'est le cas pour les passagers de plus de seize ans tous les cinq ans, la vérité sur Starship UK lui est révélée. Après avoir visionné les images, elle doit choisir soit de « protester » soit d'« oublier » ce qu'elle a vu. Amy choisit d'oublier, mais non sans avoir enregistré un message à elle-même lui enjoignant de ramener le Docteur au TARDIS et de l'éloigner du vaisseau. Amy n'informe pas le Docteur de la situation, et il est impossible au Seigneur du Temps de voir le message car le système ne le considère pas comme humain. Il se contente de choisir le bouton « protester ». Cela l'envoie ainsi qu'Amy sur un toboggan vers les zones les plus basses du vaisseau.
Le Docteur et Amy atterrissent dans la gueule d'un énorme animal, que le Docteur force à vomir et à les expulser vers une vanne de décharge. Refusant d'appuyer sur le bouton « oublier » et d'ouvrir la porte qui les ramènerait au pont principal, ils sont attaqués par deux Automates, les créatures robotiques qui assurent la surveillance du vaisseau. Ils sont secourus par Liz Dix, qui se révèle être la Reine Élisabeth X. Elle explique qu'elle enquête sur l'infestation du vaisseau par des créatures depuis qu'elle a commencé son règne il y a dix ans, et qu'elle travaille ainsi souterrainement contre son propre gouvernement.
Le Docteur, Amy, la Reine et Mandy sont alors conduits à la Tour de Londres, qui est située dans les entrailles du vaisseau, pour enquêter sur la bête. Là il est révélé que le vaisseau est propulsé par la dernière Baleine Stellaire, domptée par un rayon qui pénètre son cerveau. Le Docteur et la Reine sont indignés par la cruauté infligée à la Baleine Stellaire, et Élisabeth X demande qu'elle soit libérée. Hawthorne, le gardien de la créature dans la Tour, lui déclare que c'est elle-même qui a ordonné à l'origine la mise en place de ce système.
Dans un message vidéo, Élisabeth X explique comment le peuple britannique a dû affronter la perspective de sa destruction quand la Terre a été dévastée par des éruptions solaires. La Baleine Stellaire est apparue comme un « miracle », et les Britanniques l'ont capturée et utilisée pour propulser leur vaisseau spatial. Élisabeth X doit décider d'oublier, comme elle l'a fait tous les dix ans depuis plus de 200 ans, ou d'abdiquer, libérant ainsi la Baleine Stellaire et détruisant le vaisseau.
Le Docteur comprend qu'Amy a choisi elle aussi d'oublier l'existence de la Baleine Stellaire afin qu'il ne soit pas confronté à un dilemme entre le salut des humains et celui de la créature. Il décide alors de détruire le cerveau de la Baleine Stellaire, mettant ainsi fin à ses souffrances tout en préservant les humains à bord. Amy, cependant, réalise l'amour de la Baleine Stellaire pour les enfants et comprend que sa torture était inutile ; elle est allée vers les Britanniques afin de les aider. Elle force Élisabeth X à appuyer sur le bouton « abdiquer », et après une brève période de turbulences la Baleine Stellaire continue à propulser le vaisseau.
Amy explique au Docteur qu'elle a identifié la bonté de la Baleine Stellaire, dernière de sa race, deux points commun partagés avec le Seigneur du Temps. Sur le point de révéler son mariage prochain au Docteur, elle est interrompue par un appel téléphonique au TARDIS de Winston Churchill, qui se trouve face à un Dalek.
À la fin de l'épisode, on aperçoit sur Starship UK une fissure semblable à celle présente sur le mur de la chambre d'Amy dans le premier épisode, Le Prisonnier zéro.

## Distribution
- Matt Smith : Onzième Docteur
- Karen Gillan : Amy Pond
- Sophie Okonedo : Élisabeth 'Liz' X
- Terrence Hardiman : Hawthorne
- Hannah Sharp : Mandy
- Alfie Field : Timmy
- Christopher Good : Morgan
- David Ajala : Peter
- Catrin Richards : Petite fille au poème
- Jonathan Battersby : Remontant
- Chris Porter : Voix des Automates et des Remontants
- Ian McNeice : Churchill

### Version française[2]
- Société: Dubbing Brothers
- Adaptation: François Dubuc
- Direction artistique: David Macaluso
- Mixage: Marc Lacroix

Avec les voix de :
- Marc Weiss : Le Docteur
- Audrey d'Hulstère : Amy Pond
- France Bastoen : Liz Dix
- Raphaëlle Lubansu : Timmy
- Claudio dos Santos : Peter
- Robert Guilmart : Morgan
- Justine Allard : Mandy/Fillette
- Yves Degen : Hawthorne

## Continuité
- Le fait que la Terre soit abandonnée au XXIXe siècle à cause d'éruptions solaires est repris d'épisodes de la première série comme The Ark in Space et The Sontaran Experiment[3].
- On revoit un magasin nommé Magpie Electricals (« L'Hystérique de l'étrange lucarne »).
- Élisabeth X mentionne les habitudes du Docteur avec les rois et reines. En plus d'être un vieux compagnon de boisson d'Henri XII, elle mentionne que la reine Victoria l'a fait chevalier et banni le même jour (« Un Loup-garou royal »), qu'il a ôté sa virginité à la reine Élisabeth Ire (« Peines d'amour gagnées », « La Prophétie de Noël ») et qu'il prenait souvent le thé avec la reine Élisabeth II (il la sauve dans « Une croisière autour de la Terre » et aurait garé le TARDIS dans le jardin de Buckingham Palace dans « Planète Morte »).